# Skate Canada International 2017
Skate Canada International 2017 fue la segunda competición del Grand Prix de patinaje artístico sobre hielo de la temporada 2017-2018. Tuvo lugar en Regina (Saskatchewan), Canadá, entre el 27 y el 29 de octubre de 2017. Organizada por la federación de patinaje sobre hielo de Canadá, la competición sirvió de clasificatorio para la final del Grand Prix.

## Resultados

### Patinaje individual masculino
| Clasificación | Nombre            | País            | Total  | Programa corto | Programa corto | Programa libre | Programa libre |
| ------------- | ----------------- | --------------- | ------ | -------------- | -------------- | -------------- | -------------- |
| 1             | Shoma Uno         | Japón           | 301.10 | 1              | 103.62         | 1              | 197.48         |
| 2             | Jason Brown       | Estados Unidos  | 261.14 | 3              | 90.71          | 2              | 170.43         |
| 3             | Aleksandr Samarin | Rusia           | 250.06 | 4              | 84.02          | 3              | 166.04         |
| 4             | Patrick Chan      | Canadá          | 245.70 | 2              | 94.43          | 7              | 151.27         |
| 5             | Jorik Hendrickx   | Bélgica         | 237.31 | 6              | 82.08          | 5              | 155.23         |
| 6             | Michal Brezina    | República Checa | 237.04 | 7              | 80.34          | 4              | 156.70         |
| 7             | Nicolas Nadeau    | Canadá          | 229.43 | 9              | 74.23          | 6              | 155.20         |
| 8             | Keegan Messing    | Canadá          | 217.75 | 5              | 82.17          | 10             | 135.58         |
| 9             | Cha Jun-hwan      | Corea del Sur   | 210.32 | 11             | 68.46          | 8              | 141.86         |
| 10            | Paul Fentz        | Alemania        | 201.60 | 10             | 68.48          | 11             | 133.12         |
| 11            | Brendan Kerry     | Australia       | 201.56 | 12             | 63.19          | 9              | 138.37         |
| 12            | Takahito Mura     | Japón           | 186.66 | 8              | 74.82          | 12             | 111.84         |

### Patinaje individual femenino
| Clasificación | Nombre             | País           | Total  | Programa corto | Programa corto | Programa libre | Programa libre |
| ------------- | ------------------ | -------------- | ------ | -------------- | -------------- | -------------- | -------------- |
| 1             | Kaetlyn Osmond     | Canadá         | 212.91 | 1              | 76.06          | 1              | 136.85         |
| 2             | Maria Sotskova     | Rusia          | 192.52 | 3              | 66.10          | 2              | 126.42         |
| 3             | Ashley Wagner      | Estados Unidos | 183.94 | 7              | 61.57          | 4              | 122.37         |
| 4             | Courtney Hicks     | Estados Unidos | 182.57 | 4              | 64.06          | 5              | 118.51         |
| 5             | Marin Honda        | Japón          | 178.24 | 10             | 52.60          | 3              | 125.64         |
| 6             | Rika Hongo         | Japón          | 176.34 | 6              | 61.60          | 6              | 114.74         |
| 7             | Karen Chen         | Estados Unidos | 170.40 | 5              | 61.77          | 7              | 108.63         |
| 8             | Laurine Lecavelier | Francia        | 166.43 | 8              | 59.08          | 8              | 107.35         |
| 9             | Anna Pogorílaya    | Rusia          | 156.89 | 2              | 69.05          | 10             | 87.84          |
| 10            | Kailani Craine     | Australia      | 143.03 | 9              | 54.96          | 9              | 88.07          |
| 11            | Alaine Chartrand   | Canadá         | 134.17 | 11             | 46.51          | 11             | 87.66          |
| 12            | Larkyn Austman     | Canadá         | 123.56 | 12             | 41.79          | 12             | 81.77          |

### Patinaje en parejas
| Clasificación | Nombre                                  | País           | Total  | Programa corto | Programa corto | Programa libre | Programa libre |
| ------------- | --------------------------------------- | -------------- | ------ | -------------- | -------------- | -------------- | -------------- |
| 1             | Meagan Duhamel / Eric Radford           | Canadá         | 222.22 | 2              | 73.53          | 1              | 148.69         |
| 2             | Aliona Savchenko / Bruno Massot         | Alemania       | 215.66 | 1              | 77.34          | 3              | 138.32         |
| 3             | Vanessa James / Morgan Ciprès           | Francia        | 214.37 | 3              | 73.04          | 2              | 141.33         |
| 4             | Natalia Zabiiako / Aleksandr Enbert     | Rusia          | 192.70 | 4              | 69.00          | 4              | 123.70         |
| 5             | Peng Cheng / Jin Yang                   | China          | 182.50 | 7              | 61.58          | 5              | 120.92         |
| 6             | Liubov Ilyushechkina / Dylan Moscovitch | Canadá         | 176.35 | 5              | 64.06          | 6              | 112.29         |
| 7             | Haven Denney / Brandon Frazier          | Estados Unidos | 172.95 | 6              | 63.26          | 7              | 109.69         |
| 8             | Sydney Kolodziej / Maxime Deschamps     | Canadá         | 164.03 | 8              | 59.06          | 8              | 104.97         |

### Danza sobre hielo
| Clasificación | Nombre                              | País           | Total  | Danza corta | Danza corta | Danza libre | Danza libre |
| ------------- | ----------------------------------- | -------------- | ------ | ----------- | ----------- | ----------- | ----------- |
| 1             | Tessa Virtue / Scott Moir           | Canadá         | 199.86 | 1           | 82.68       | 1           | 117.18      |
| 2             | Kaitlyn Weaver / Andrew Poje        | Canadá         | 190.01 | 2           | 77.47       | 3           | 112.54      |
| 3             | Madison Hubbell / Zachary Donohue   | Estados Unidos | 189.43 | 3           | 76.08       | 2           | 113.35      |
| 4             | Kaitlin Hawayek / Jean-Luc Baker    | Estados Unidos | 165.20 | 5           | 63.10       | 4           | 102.10      |
| 5             | Alla Loboda / Pavel Drozd           | Rusia          | 155.72 | 6           | 62.60       | 5           | 93.12       |
| 6             | Olivia Smart / Adrià Díaz           | España         | 154.81 | 4           | 64.34       | 7           | 90.47       |
| 7             | Carolane Soucisse / Shane Firus     | Canadá         | 150.27 | 7           | 57.77       | 6           | 92.50       |
| 8             | Kavita Lorenz / Joti Polizoakis     | Alemania       | 146.08 | 8           | 56.41       | 8           | 89.67       |
| 9             | Natalia Kaliszek / Maksym Spodyriev | Polonia        | 144.78 | 9           | 55.92       | 9           | 88.86       |
| 10            | Alisa Agafonova / Alper Uçar        | Turquía        | 140.83 | 10          | 54.74       | 10          | 86.09       |